# Дарабош, Норберт
Норберт Дарабош (нем. Norbert Daraboš, 31 мая 1964, Вена) — министр обороны и спорта Австрии с 2007 года по март 2013 г. (с перерывами).

## Биография
Норберт Дарабош родился 31 мая 1964 года. По окончании начальной школы поступил в гимназию в Вене, затем — в Венский университет, где изучал историю и политические науки.
Политическую карьеру начал в 1987 году с должности тайного советника. В 1998 году занял должность ответственного секретаря Социал-демократической партии Австрии в земле Бургенланд.
С 2003 по 2007 год ответственный секретарь партии на федеральном уровне. С 2004 по 2007 год также являлся депутатом Национального совета Австрии.
В марте 2009 года разгорелся скандал с участием Н. Дарабоша. Был предан огласке тот факт, что в мае 2008 в кабинете его пресс-секретаря Анвера Ланга было найдено подслушивающее устройство. Как полагают многие, это результат конфликта Дарабоша с профессиональными австрийскими военными, которые не могут простить ему, что он, являясь министром обороны, в армии не служил. Кроме того, играют свою роль и партийные разногласия, поскольку большинство военных традиционно поддерживают Австрийскую народную партию.

## Личная жизнь
Н. Дарабош женат, имеет двух детей.